# داون إيري
داون إيري (بالإنجليزية: Dawn Airey)‏ هي سيدة أعمال بريطانية، ولدت في 15 نوفمبر 1960.